# Kloster Heilig Schutzengel (Burghausen)

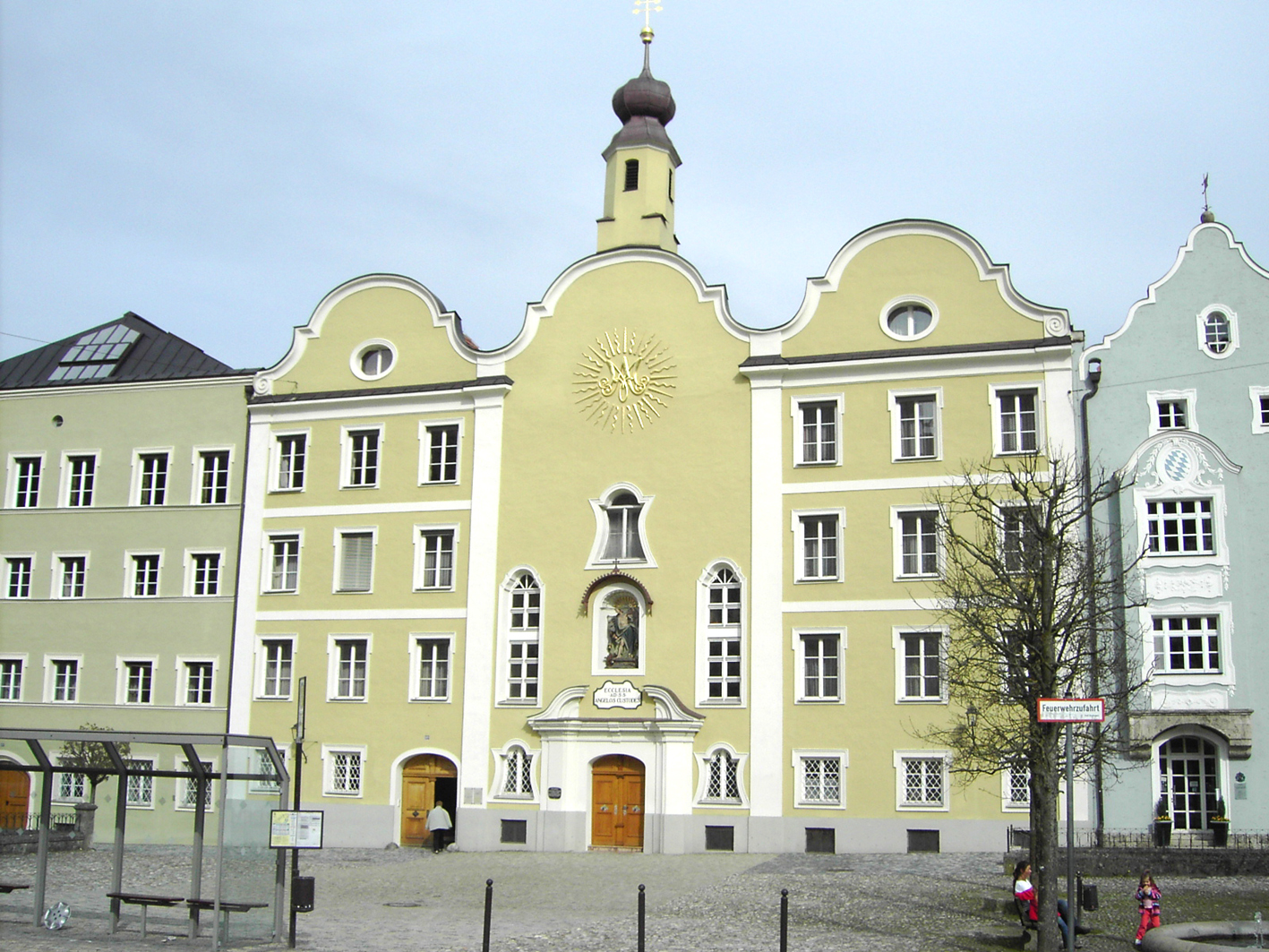
Schutzengelkirche am Stadtplatz

Das Kloster Heilig Schutzengel war ein Kloster der Englischen Fräulein in Burghausen in Bayern im Bistum Passau.

## Geschichte des Klosters
Das Kloster wurde durch die Münchner Niederlassung der Englischen Fräulein im Jahre 1683 von der Burghauserin Philippine Baumfelder und fünf Mitschwestern mit Genehmigung des Erzbischofs von Salzburg gegründet. Es folgte die Einrichtung einer Klosterschule und später eines Mädcheninternats. Hierfür wurde das zunächst der Kirche vermachte Haus des 1681 gestorbenen Hof- und Gerichtsadvokaten Franz Wilhelm Baumfelder (der Bruder Philippine Baumfelders)  zurückgekauft.  1731 wurde das baufällige Gebäude abgerissen und von Johann Martin Pöllner wieder aufgebaut. Die Weihe fand 1746 statt. 1803 wurde das Kloster in Burghausen Zentralkloster für alle übrigen Häuser des Ordens in Bayern. Die Aufhebung im Zuge der Säkularisation erfolgte erst 1816 und die Schwestern siedelten nach Altötting um. 1826 nahm man den Schulbetrieb nach Genehmigung König Ludwigs I. jedoch wieder auf. 1852 wurde eine Kinderbewahranstalt eingerichtet. Die Englischen Fräulein waren zudem bis 1984 an den Volksschulen tätig.
In den Räumlichkeiten des Klosters befindet sich noch heute die Maria-Ward-Realschule Burghausen. Das Kloster selbst wurde zum 21. Mai 2018 geschlossen.

## Schutzengelkirche

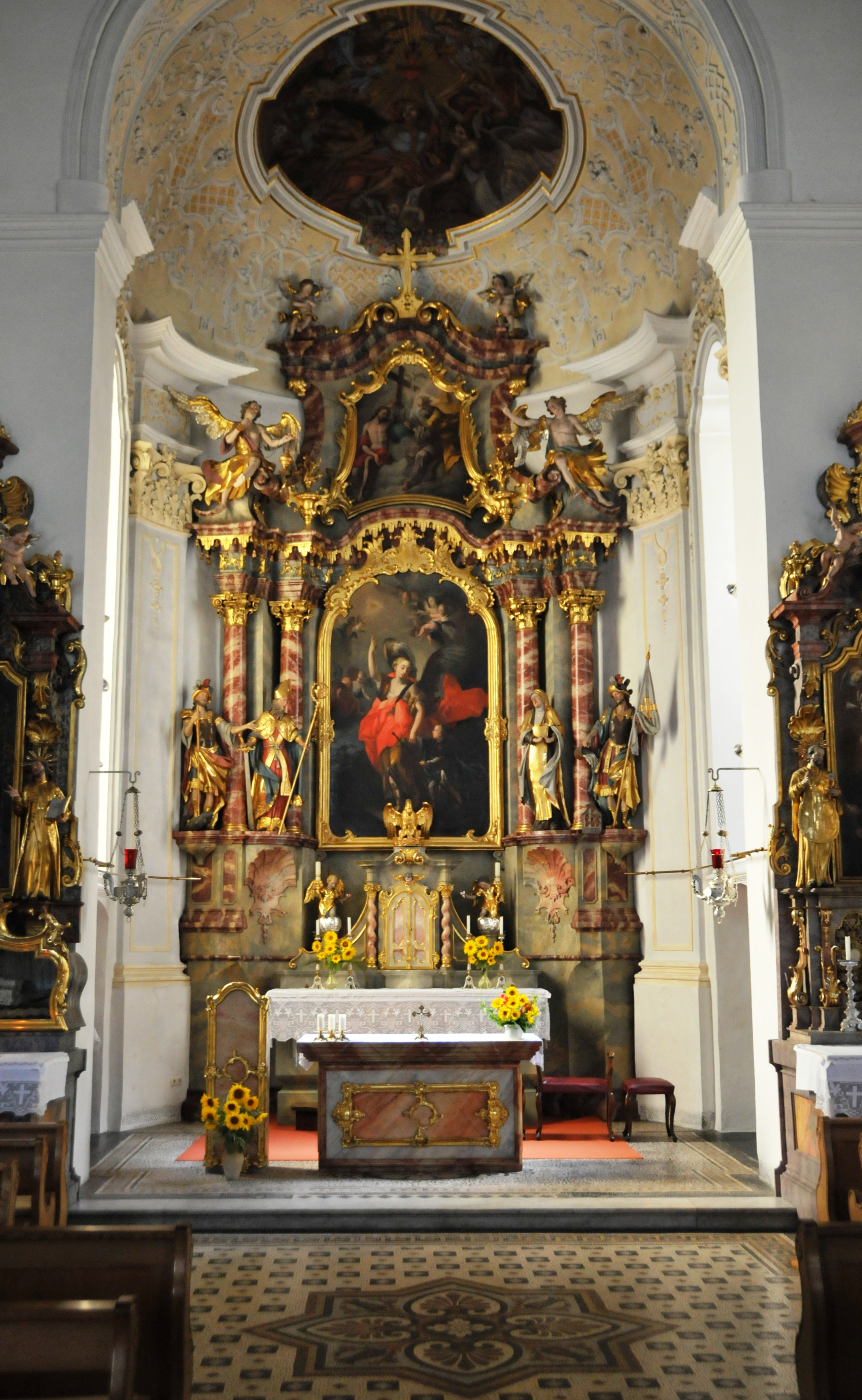
Hochaltar der Schutzengelkirche

Die Schutzengelkirche bildet das Zentrum des Klosters. Über dem Portal findet sich eine Schutzengelgruppe, welche um 1770 von Johann Georg Lindt erstellt wurde. Die Stuckatur der Kirchendecke ist aus dem Frührokoko und wurde 1989 renoviert. Die Deckenbilder stammen von Innozenz Anton Warathi und zeigen im Kirchenschiff die Anbetung der Könige und „die neun Chöre der Engel verehren das Heiligste Herz Jesu“ im Chor.
Der Hochaltar geht auf einen Entwurf des Trostberger Bildhauers Johann Georg Kapfer zurück, der auch die Figuren der Heiligen Georg, Maximilian, Theresia und Florian erstellte. Das Altarbild stammt von Peter Anton Lorenzonis, dem Lehrmeister von Johann Nepomuk della Croce.
Die Nebenaltäre zeigen links „Anna lehrt Maria lesen“ von Johann Babtist Rabensteiner. In dem Rokoko-Glasschrein befinden sich Reliquien der hl. Märtyrerin Vincentina. Rechts ist das „Herz Mariae“ von Otto Rückert dargestellt (1949). Die Begleitfiguren um 1760 stellen (von links nach rechts) Johann Nepomuk, Franz Xaver, Ignatius und Vinzenz von Paul dar.
Über dem Chorbogen ist das Wappen von Freiherr von Manstorff (gest. 1762) abgebildet, welcher der Vater zweier Oberinnen und ein Wohltäter der Kirche war.
Die Kreuzwegbilder stammen aus dem frühen 19. Jahrhundert.
In der Vorsakristei befinden sich zwei Paramentenschränke um 1690. In der Hauptsakristei steht ein Schrank von 1731.

### Orgel

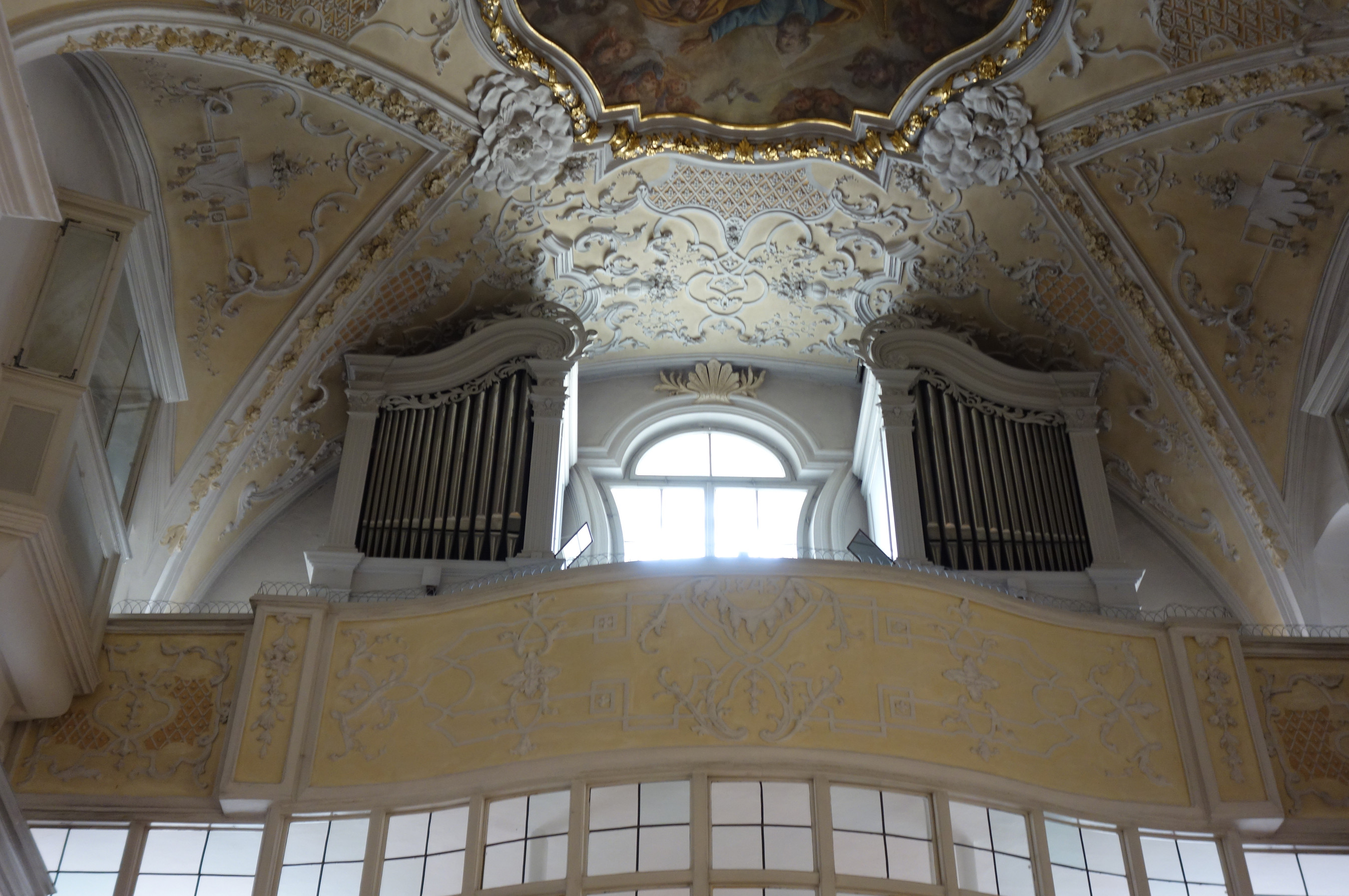
Die Hechenberger-Orgel

Die Orgel mit 10 Registern auf zwei Manualen und Pedal wurde von Martin Hechenberger im Jahr 1908 neu gebaut. Die Disposition lautet:
| I Manual C–f3 |    |
| Prinzipal     | 8′ |
| Filomele      | 8′ |
| Gamba         | 8′ |
| Octav         | 4′ |

| II Manual C–f3 |    |
| Liebl. Gedeckt | 8′ |
| Salicet        | 8′ |
| Dolce          | 8′ |
| Flöte travers  | 4′ |
| Tremolo        |    |

| Pedal C–d1 |     |
| Subbaß     | 16′ |
| Violon     | 8′  |
| Tremolo    |     |

- Koppeln: II/I, I/P, II/P, Superoktavkoppel P
- Spielhilfen: Piano, Mezzoforte, Pleno, Auslöser
- Bemerkungen: Kegelladen, pneumatische Spiel- und Registertraktur, freistehender Spieltisch